# Đakovo

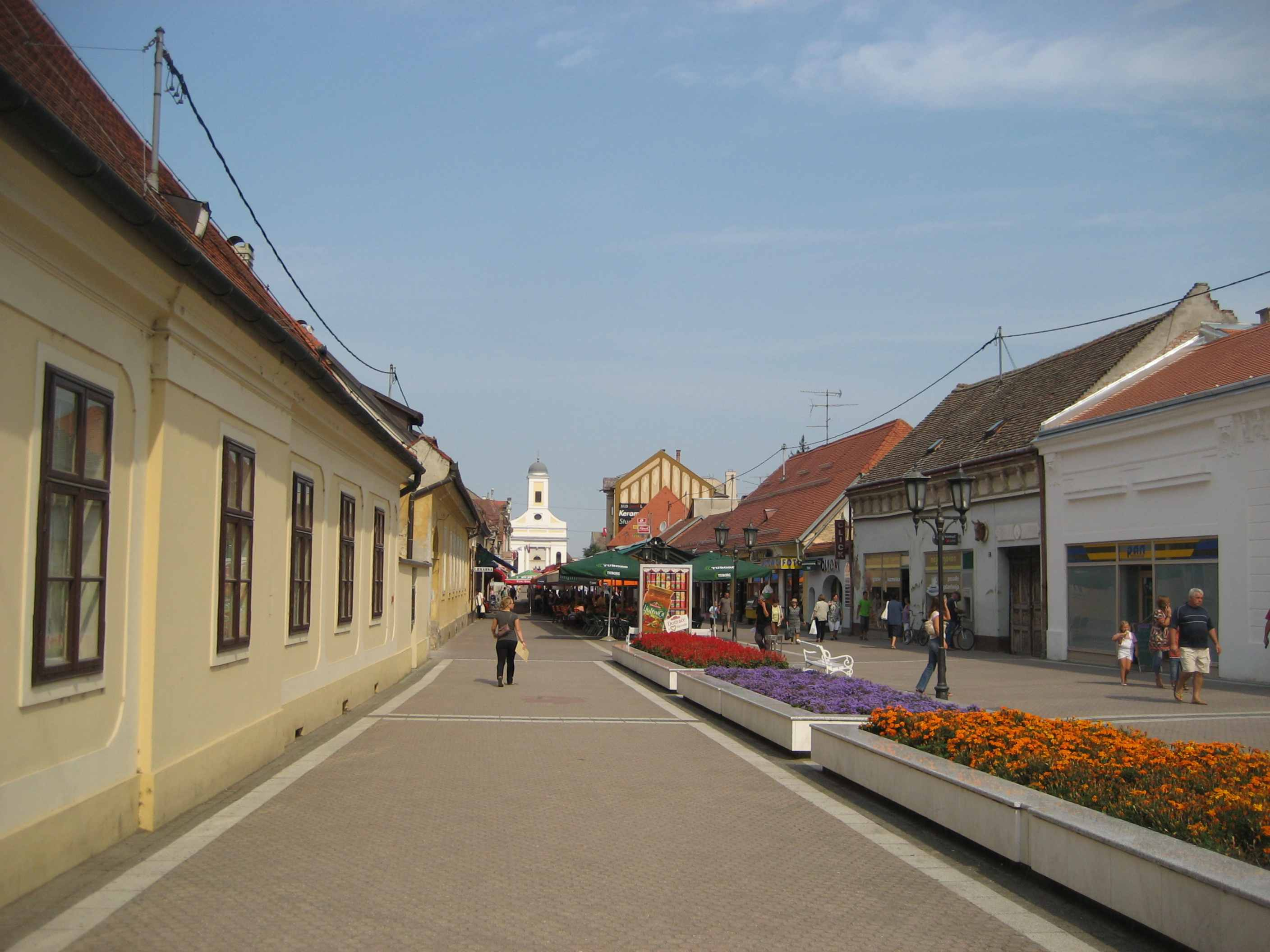
Centrum Đakova

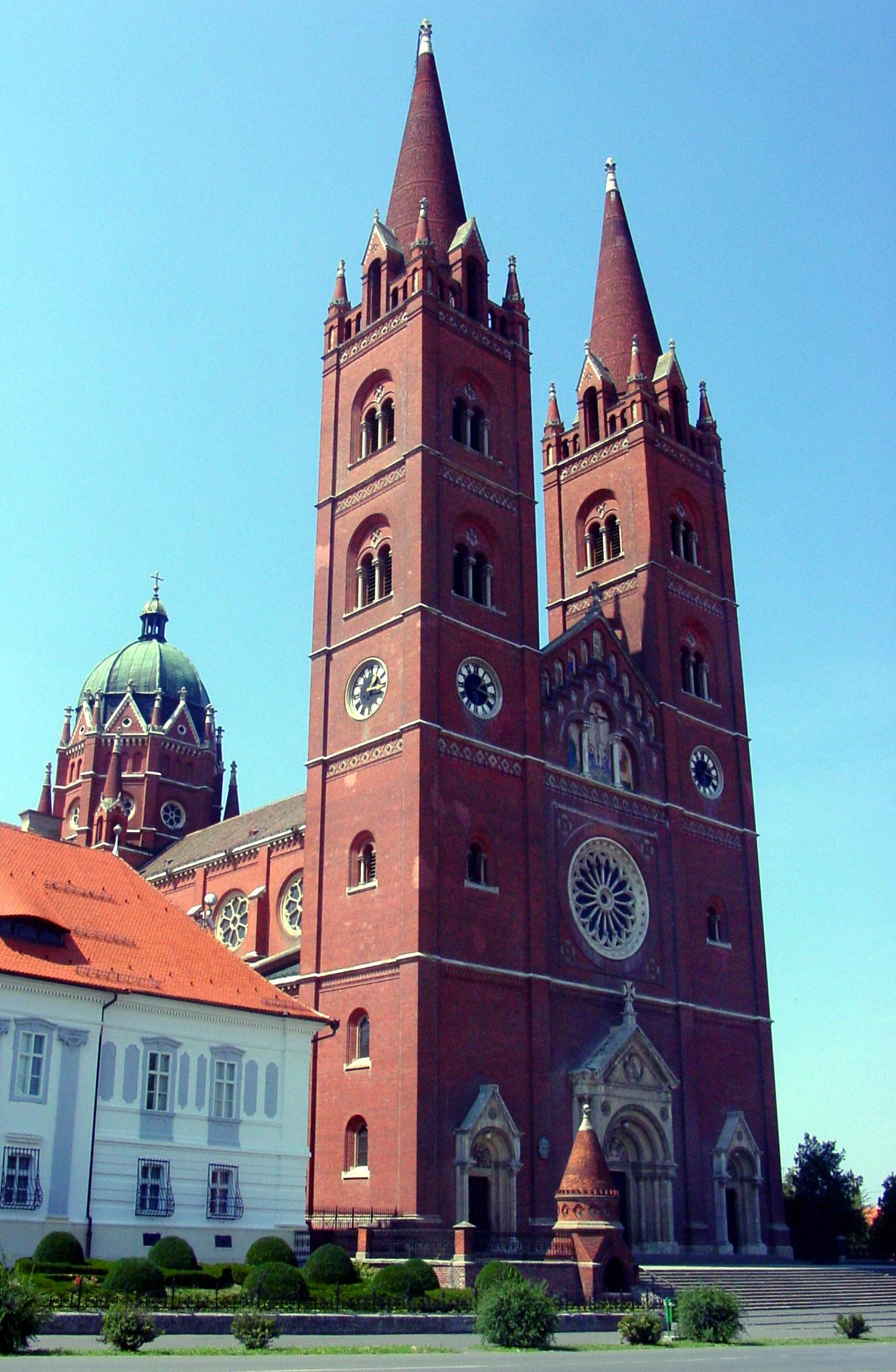
Katedrála sv. Petra v Đakovu

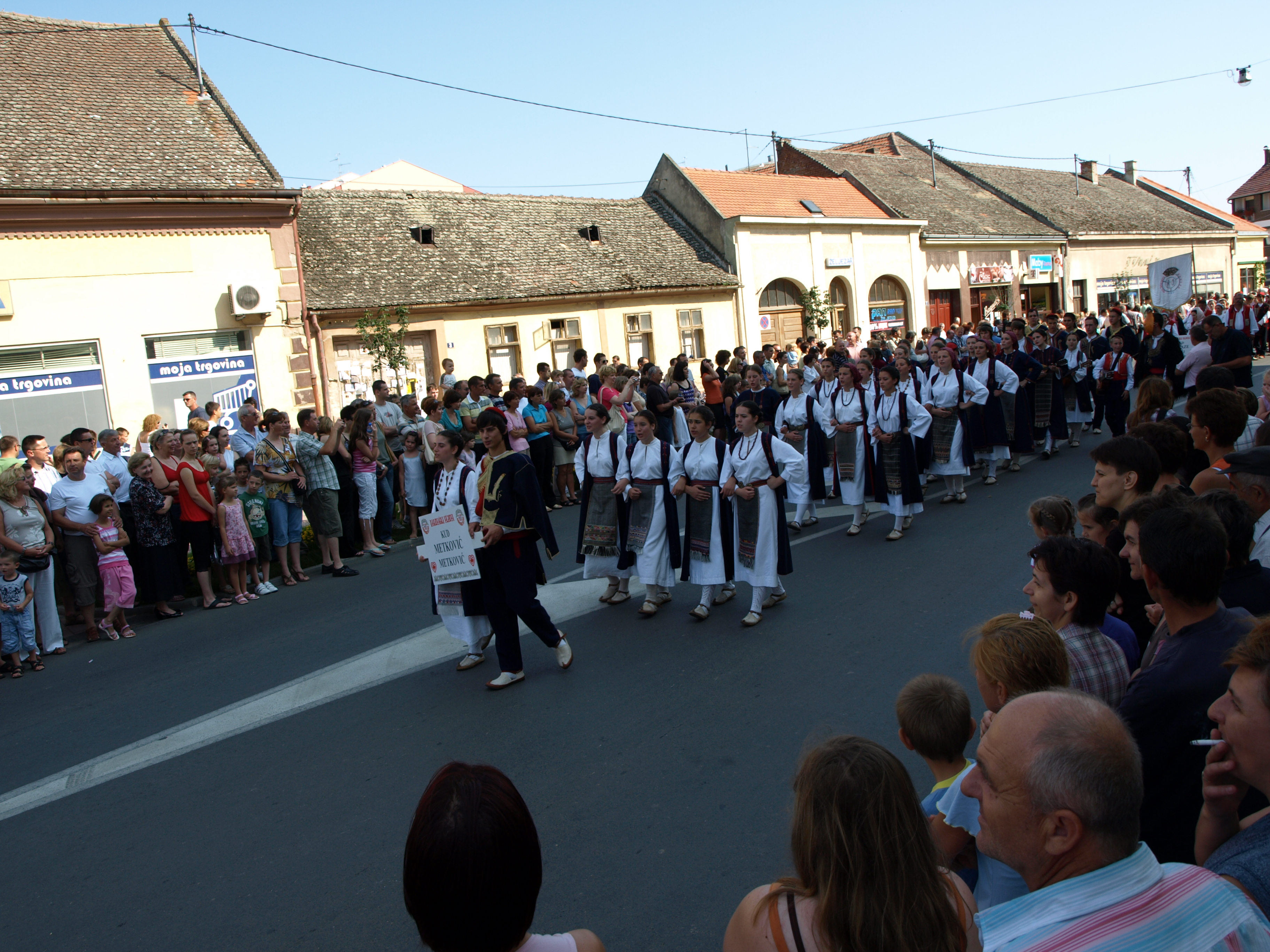
Folklorní festival Đakovački vezovi

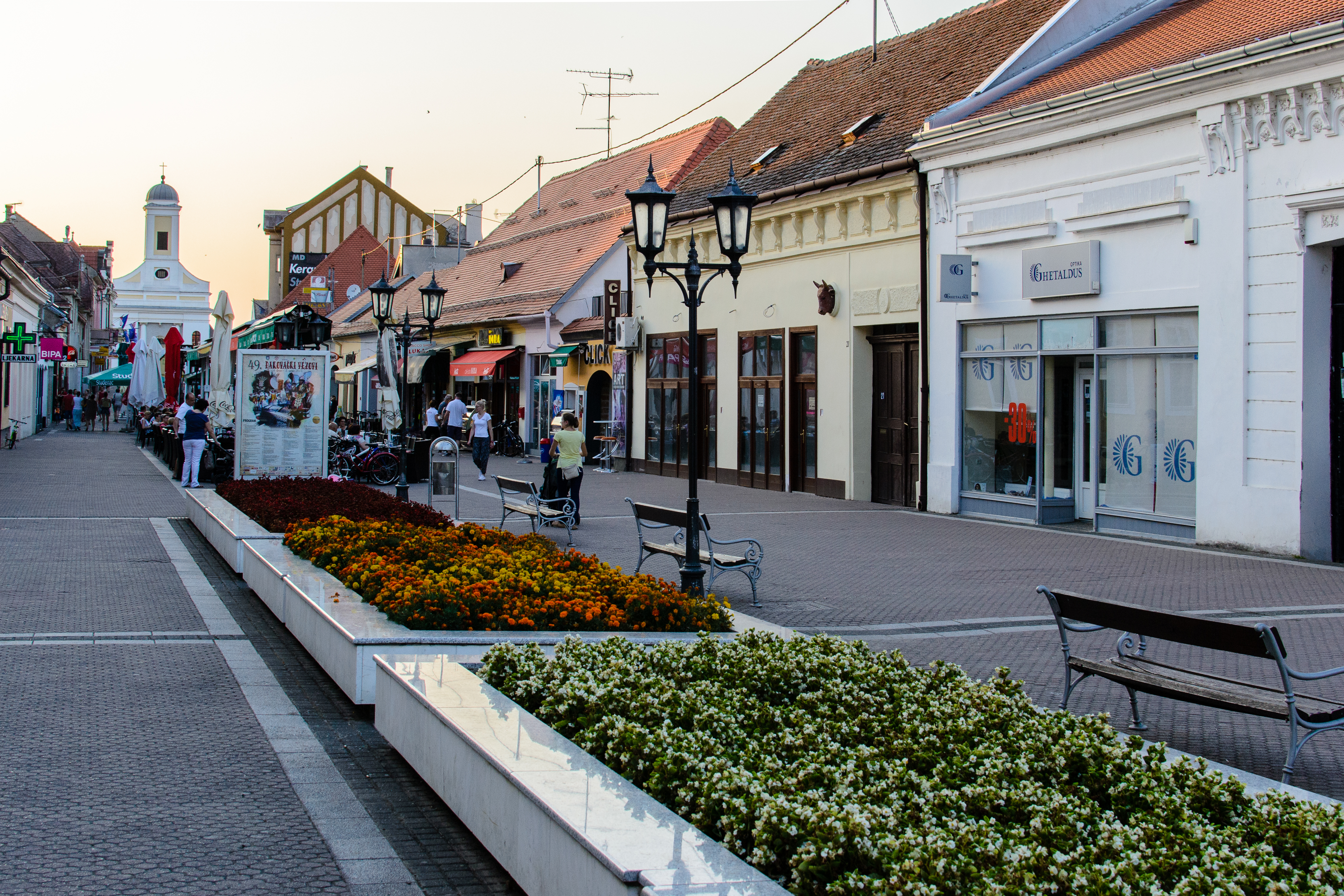
Střed města

Đakovo (maďarsky Diakovár) je město v chorvatské Osijecko-baranjské župě. V roce 2011 zde žilo 19 508 obyvatel (s přilehlými oblastmi celkem 27 798). Je centrem regionu Đakovština a stejnojmenné opčiny, do které spadá dalších 8 sídel (převážně vesnic).
Je také sídlem đakovsko-osijecké arcidiecéze s katedrálou sv. Petra.

## Historie
Archeologické průzkumy z okolí města (např. z roku 1997) dokládají souvislé osídlení již v dobách 5500 let př. n. l.
Poblíž současného města se v období antiky nacházela římská osada Certissia. Její přesná poloha není známa, buď stále v oblasti současného Đakova a nebo někde v jejím blízkosti. Zanikla v souvislosti se Stěhováním národů. Současné město je poprvé připomínáno v polovině 13. století v souvislosti s vznikem Bosenské arcidiecéze z rozhodnutí tehdejšího uherského krále, Bély IV. Dokument uvádí rok 1239, a o sedm let později do Đakova přesídlil tamní biskup. V roce 1242 bylo vypleněno během tatarského vpádu, nicméně sídlo bylo znovuobnoveno v krátké době. Předpokládá se, že sídlo v období poloviny 13. století bylo již opevněné.
Název Dyacou ve středověké maďarštině se poprvé objevil roku 1376. Středověké sídlo nikterak velikostí nepřevyšovalo antickou osadu. Jeho střed se nacházel v blízkosti dnešního kostela všech svatých. V 14. a 15. století se objevuje název Castrum Diako, který odkazuje na skutečnost, že se již jednalo o středověké město. V roce 1303 byl vybudován biskupský palác a roku 1347 se sem přistěhoval františkánský řád. Příchod Turků na Balkán znamenal pád významu města, neboť původní biskupství ze zcela logických důvodů nemohlo zahrnovat území nedaleké Bosny. Od roku 1486 víceméně již biskupové v Đakovu fakticky nepobývali, navíc se frontová linie s tureckou říší stále přibližovala.
Osmanská říše se města zmocnila v roce 1536. Turci vládli celému regionu zhruba 150 let. Sídlila zde nižší úroveň regionální správy (kaza), administrativně město patřilo do Sandžaku Požega. Turci jej uváděli pod názvem Yakova. Zbourali všechny dosavadní kostely a nechali postavit řadu mešit. Doložena je existence např. Ibrahim-pašovy mešity. 
Podobu Đakova pod tureckou nadvládou zdokumentovalo několik cestovatelů. Jedním z nich byl i známý turecký cestopisář Evlija Čelebi, který si poznamenal, že město má jednu centrální mešitu a pět místních částí (mahala). Nejspíše se zde nacházely ještě trosky původní katedrály (části zdí). 
Místní mešita byla po odchodu Turků v roce 1687 zpět katolickými vládci přebudována na kostel. Na vedutě z roku 1697 je také patrná i existence opevnění, které se nacházelo na místě dnešního biskupského paláce. Součástí opevnění byl systém bastionů a vodních příkopů. Patrná je také i existence přilehlého sídla. Později byla pevnost stržena, do současné doby se dochovala jen malá část původních hradeb. Znovu byla postavena i katedrála, byť ve srovnání se současnou stavbou z 19. století se jednalo o skromnější svatostánek.
V polovině 18. století se o rozvoj Đakova zasloužil Josip Čolnić, který zde mimo jiné založil také první školu, nechal rozšířit biskupský palác a katedrálu. V roce 1773 se stalo Đakovo sídlem Bosensko-đakoveckého a sremského biskupství. 
V roce 1805 sem byl v souvislosti s napoleonskými válkami přemístěn hřebčín, který se specializoval na chov lipicánských koní. Ten tu zůstal do současnosti. 
Později Đakova přesídlil biskup Josip Juraj Strossmayer a inicioval přestavbu a rozvoj sídla. Díky dobře nastavenému hospodaření místního biskupství bylo možné vybudovat celou řadu nových staveb ve městě, sám Strossmayer byl schopen nicméně financovat i řadu dalších činností na území celého Chorvatska; např. financoval palác HAZU v centru Záhřebu.  Současnou katedrálu nechal zbudovat v letech 1866 až 1882. Nápadné jsou její dvě věže vysoké 84 m. V závěru 19. století plnilo město úlohu oblastního sídla Virovitické župy v rámci Chorvatsko-slavonského království. Skromný průmyslový rozvoj města představoval vznik nových mlýnů a cihelen. Đakovo sloužilo také jako významné překladiště zboží a bylo zde i živé tržiště. 
Podle posledního rakousko-uherského sčítání lidu z roku 1910 žilo v Đakovu celkem 6304 obyvatel, z nichž se 4894 deklarovalo jako Chorvati, 890 jako Němci, 249 jako Maďaři a 164 jako Srbové. 
Roku 1927 navštívil Đakovo budoucí papež Jan XXIII.
Během druhé světové války zde ustašovský režim zřídil tábor, v němž byli internováni Židé, Romové a Srbové. 
V roce 1972 město navštívila britská panovnice Alžběta II. Dle místních plánovaná návštěva měla příznivý dopad i na rozvoj sídla, neboť zde byly např. navíc asfaltovány ulice.

## Obyvatelstvo
| Rok  | Obyvatel |
| ---- | -------- |
| 1953 | 9 573    |
| 1961 | 12 077   |
| 1971 | 15 987   |
| 1981 | 18 105   |
| 1991 | 20 317   |
| 2001 | 20 912   |

Obyvatelstvo je z národnostního hlediska především chorvatské národnosti (dle sčítání lidu z roku 2011 se jedná o 92,46 %). Druhou zastoupenou národností v Đakovu jsou Srbové (3,6 % obyvatel). 

## Kultura a pamětihodnosti
Symbolem města je již zmíněná katedrála sv. Petra, která stojí na hlavním náměstí ve středu města (Trg Josipa Juraja Strossmayera). Na ni navazuje biskupský palác (chorvatsky Biskupski dvor). V něm se nachází umělecká sbírka, jejíž základ[zdroj?] pochází z roku 1703.
Biskupovi Strossmayerovi je zde věnováno i muzeum, které stojí rovněž na hlavním náměstí. Jeho název nese také park, který přiléhá k biskupskému paláci. Kromě toho stojí v Đakovu ještě dvě muzea: Regionální muzeum (chorvatsky Muzej Đakovštine a Diecézní muzeum.
V severní části města se nachází také Kostel nejsvětějšího srdce Ježíšova s přilehlým klášterem. Kostel všech svatých vznikl přestavbou mešity a stojí na náměstí Franja Tuđmana (chorvatsky Trg Franja Tuđmana).
V Đakovu také stojí i hřebčín, v němž se chovají lipicánští koně.
V Đakovu působí dvě umělecko-kulturní společnosti: KUD Sklad a KUD Tena. Pravidelně je zde pořádán folklorní festival Đakovački vezovi.

## Ekonomika
Většina obyvatelstva je v současné době zaměstnána ve službách, zastoupen je ale také kožedělný, dřevařský, textilní a potravinářský průmysl. Významným zaměstnavatelem je rovněž zemědělství. V okolí se daří rovněž vinařství, produkována jsou vína typu tramín a ryzlink. 
Jistý význam zde má také turistika, Đakovo navštíví ročně na 40 000 turistů.

## Doprava
Městem prochází železniční trať Železniční trať Osijek–Strizivojna-Vrpolje, která vede severo-jižním směrem. Severovýchodně od středu města se nachází jediné nádraží. 
Západně od města pak vede i dálnice A5 (Slavonika) a silnice D7, která obchází střed Đakova silničním okruhem.

## Školství
V Đakovu se nachází tři základní školy (ZŠ Vladimira Nazora, ZŠ Ivana Gorana Kovačiće, ZŠ Josipa Antuna Čolniće) a tři školy střední (Gymnázium Antuna Gustava Matoše, Škola řemesel Antuna Horvata a Střední odborná škola Bratrů Radićových). 

## Sport
Místním fotbalovým klubem je NK Đakovo, který hraje chorvatskou třetí ligu. Házenkářský tým nese název RK Đakovo, potom jsou zde i další drugoligové fotbalové týmy, např. Kroatia a Đakovo.

## Známé osobnosti
- V Đakovu působil Josip Juraj Strossmayer, bosensko-srijemský biskup a významná chorvatská kulturní osobnost. Narodil se zde avšak také Jadranko Prlić (* 1959), odsouzený za válečné zločiny Mezinárodním trestním tribunálem pro bývalou Jugoslávii k 25 letům odnětí svobody.
- Domagoj Duvnjak, házenkář
- Mordecai Ehrenpreis
- Branka Raunig, archeolog
- Ivan Vargić, fotbalista
- Ćiril Kos, biskup

## Partnerská města
- Makarska
- Sinj
- Tomislavgrad
- Malgersdorf
- Kirchenthumbach